# Lauenburgisches Feldartillerie-Regiment Nr. 45
Das Lauenburgische Feldartillerie-Regiment Nr. 45 (FAR 45) war ein Artillerie-Verband der Preußischen Armee. Das Regiment wurde 1899 aufgestellt und hatte seine Garnisons-Standorte in Bahrenfeld (Stab und II. Abteilung) und in Rendsburg (I. Abteilung). Das Regiment nahm am Ersten Weltkrieg teil und wurde 1919 aufgelöst.

## Geschichte

### Aufstellung und Garnison
Das Feldartillerie-Regiment Nr. 45 wurde offiziell mit A.K.O. vom 25. März 1899 (Stiftungstag) aufgestellt. Dies geschah im Zuge der Heeresvermehrung, die Anzahl der Feldartillerie-Batterien im Deutschen Reich wurde von 494 (Stand A.K.O. 1893) auf 574 Batterien (Ziel für 1902) erhöht.

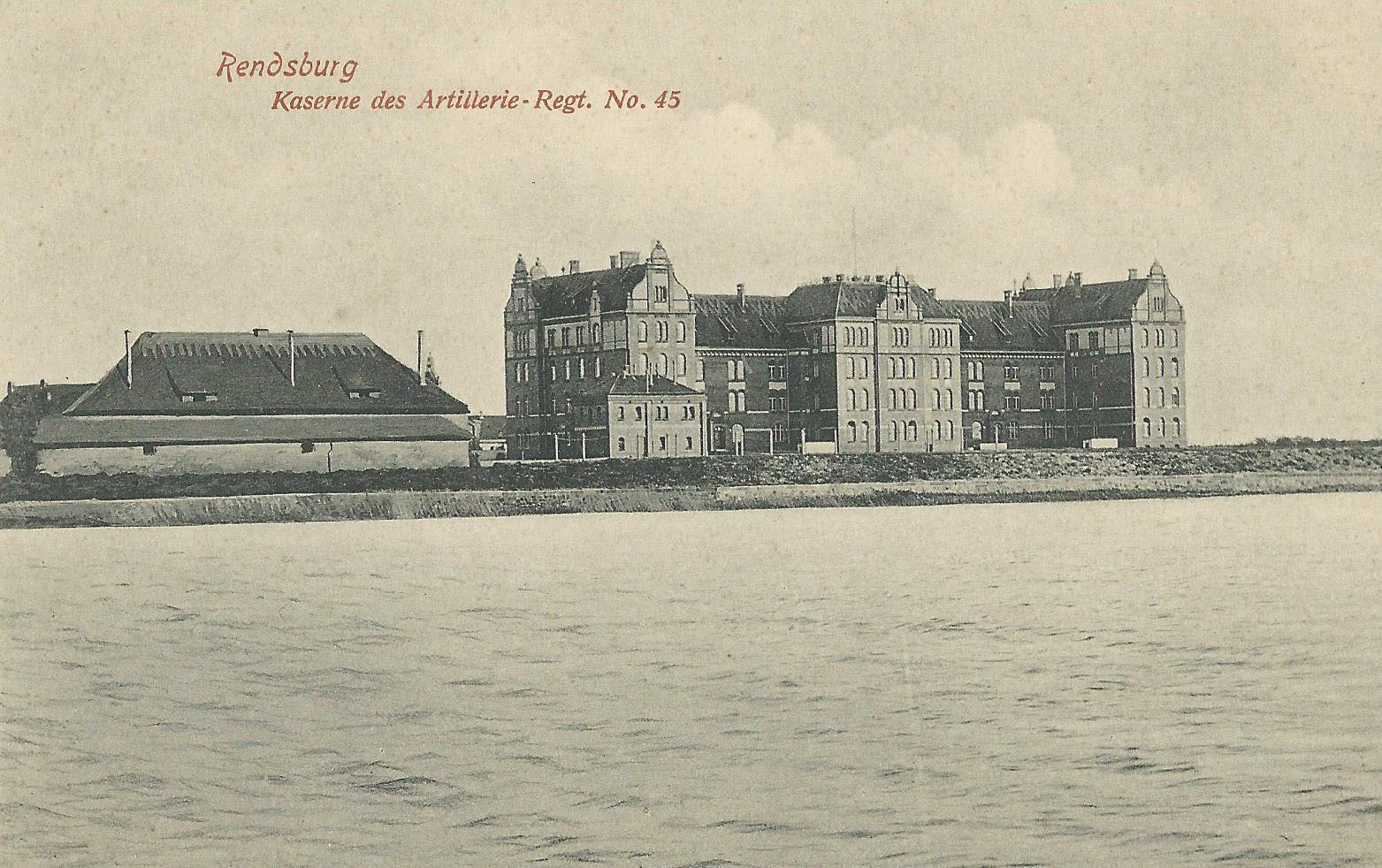
Die Kaserne der I. Abteilung in Rendsburg – die spätere Eider-Kaserne. Zur Zeit der Aufnahme reichte der Stadtsee noch bis fast ans Gebäude.

Dazu wurde die II. Abteilung mit 1., 2. und 3. Batterie aus dem Feldartillerie-Regiment Nr. 9 herausgelöst, und dem neugebildeten Feldartillerie-Regiment Nr. 45 per 1. Oktober 1899 mit gleichbleibender Nummerierung unterstellt. Standort der I. Abteilung blieb Rendsburg. Diese Abteilung hatte 1898 die Feldkanone 73 abgegeben und war nun mit der Feldkanone 96 ausgerüstet.
Die drei Batterien der II. Abteilung entstammten unterschiedlichen Formationen. Die 9. Batterie des Feldartillerie-Regiments Nr. 2 in Stettin wurde am 2. Oktober 1899 zur 4. Batterie des Feldartillerie-Regiment Nr. 45 mit Standort Bahrenfeld. Die 7. Batterie des Feldartillerie-Regiments Nr. 24 aus Altona wurde zur 5. Batterie des FAR 45, und die 6. Batterie des FAR 24 aus Güstrow wurde zur 6. Batterie des FAR 45.
Der Regimentsstab und die II. Abteilung hatten nun ihren Standort in Altona, in der „Alten Artillerie-Kaserne“ in Bahrenfeld an der Theodorstraße / Ecke Luruper Chaussee. Der Gebäudekomplex war 1894 für das Feldartillerie-Regiments Nr. 24 errichtet worden und grenzte westlich an das Artillerie-Depot Theodorstraße / Ecke Lauenburger Straße (heute Ebertallee). Nach dem Ersten Weltkrieg wurde die Alte Artillerie-Kaserne als Polizeiunterkunft genutzt, im Zuge der Wiederaufrüstung ab 1936 für das Infanterie-Regiment 47. Seit Ende des Zweiten Weltkriegs wird das Kasernen-Gelände zivil genutzt. Die „Neue Artillerie-Kaserne“ in der Notkestraße, ebenfalls Bahrenfeld, wurde erst während des Ersten Weltkriegs errichtet.
Am 27. Januar 1902 erhielt das Regiment den Namen Lauenburgisches Feldartillerie-Regiment Nr. 45.
1904 und 1911 nahm das Regiment an der Kaiserparade auf dem Luruper Exerzierplatz bei Altona teil. Dieser Exerzierplatz befand sich südwestlich der Luruper Chaussee gegenüber dem später gebauten Dahliengarten, und war der Standortübungsplatz der in Bahrenfeld stationierten Einheiten. Heute gehört das Gelände zum DESY.
1906 wurde das Regiment mit der Feldkanone 96 n.A. mit hydropneumatischem Rohrrücklauf und Schutzschild ausgerüstet.

### Erster Weltkrieg 1914/18
Das Regiment war im Ersten Weltkrieg überwiegend an der Westfront eingesetzt und nahm u. a. an folgenden Schlachten teil:
- 1914 – Abmarsch am 8. August, 12. bis 14. August Lüttich, 23. bis 24. August Mons, 18. September bis 15. Oktober Aisne
- 1915 – 16. Oktober bis 3. November Champagne, danach ebendort Stellungskämpfe bis Juni 1916
- 1916 – im Februar Souain und Einnahme der „Navarin-Stellung“, 3. Juli bis 12. September Somme
- 1917 – 8. bis 30. April Arras, 15. September bis 14. Oktober Flandern, Verlegung an die Ostfront, 24. Oktober bis 23. November Njemen - Beresina - Narotsch, Rückverlegung an die Westfront in den Oberelsaß
- 1918 – 21. März bis 6. April Frühjahrsoffensive, Durchbruch bei Gouzeaucourt, 4. September bis 9. Oktober Siegfriedstellung, 14. Oktober bis 4. November Hermannstellung

Insgesamt hatte das Regiment im Ersten Weltkrieg Verluste von 326 Kriegstoten (Gefallen bzw. ihren Verwundungen erlegen) und etwa 1.100 Verwundeten zu beklagen. Etwa 4.600 Personen dienten zu unterschiedlichen Zeiten im Regiment. Am verlustreichsten für das Regiment war die Zeit des Bewegungskriegs 1914 sowie das letzte Kriegsjahr 1918 ab der Frühjahrsoffensive.

### Auflösung und Nachwirkung
Nach dem Waffenstillstand am 11. November 1918 marschierte das Regiment in drei Marschgruppen in die Heimat zurück. Der Rückmarsch begann am 12. November 1918 südlich Charleroi in Belgien. Am 15. November gab das Regiment sechs Feldkanonen und sieben leichte Feldhaubitzen an die französische Armee ab. Am 21. November erreichte die Marschkolonne südlich Malmedy die damalige deutsche Grenze. Am 30. November überschritt die Kolonne den Rhein bei Bonn, am 20. Dezember fand in Wilhelmshöhe bei Kassel ein Vorbeimarsch an Hindenburg statt. In Hann. Münden wurde das Regiment in den folgenden Tagen auf die Bahn verladen und ab 26. Dezember nach Bahrenfeld bzw. Rendsburg transportiert.
Schon während des Rückmarschs waren ältere Jahrgänge demobilisiert worden – täglich wurden ab 14. Dezember 4 % der über 22-Jährigen entlassen, in Hann. Münden blieben nur noch die Jahrgänge 1896–1898 nebst Freiwilligen und Offizieren bei der Truppe. Das Regiment wurde schließlich im Januar 1919 aufgelöst. In der Kaserne und im Artillerie-Depots des Regiments in Bahrenfeld wurde Anfang 1919 das nach der Garnison benannte Freikorps Bahrenfeld gegründet.
Die Tradition des Feldartillerie-Regiments Nr. 45 wurde von der 8. Batterie des Artillerie-Regiments 2 mit Sitz in Itzehoe übernommen.

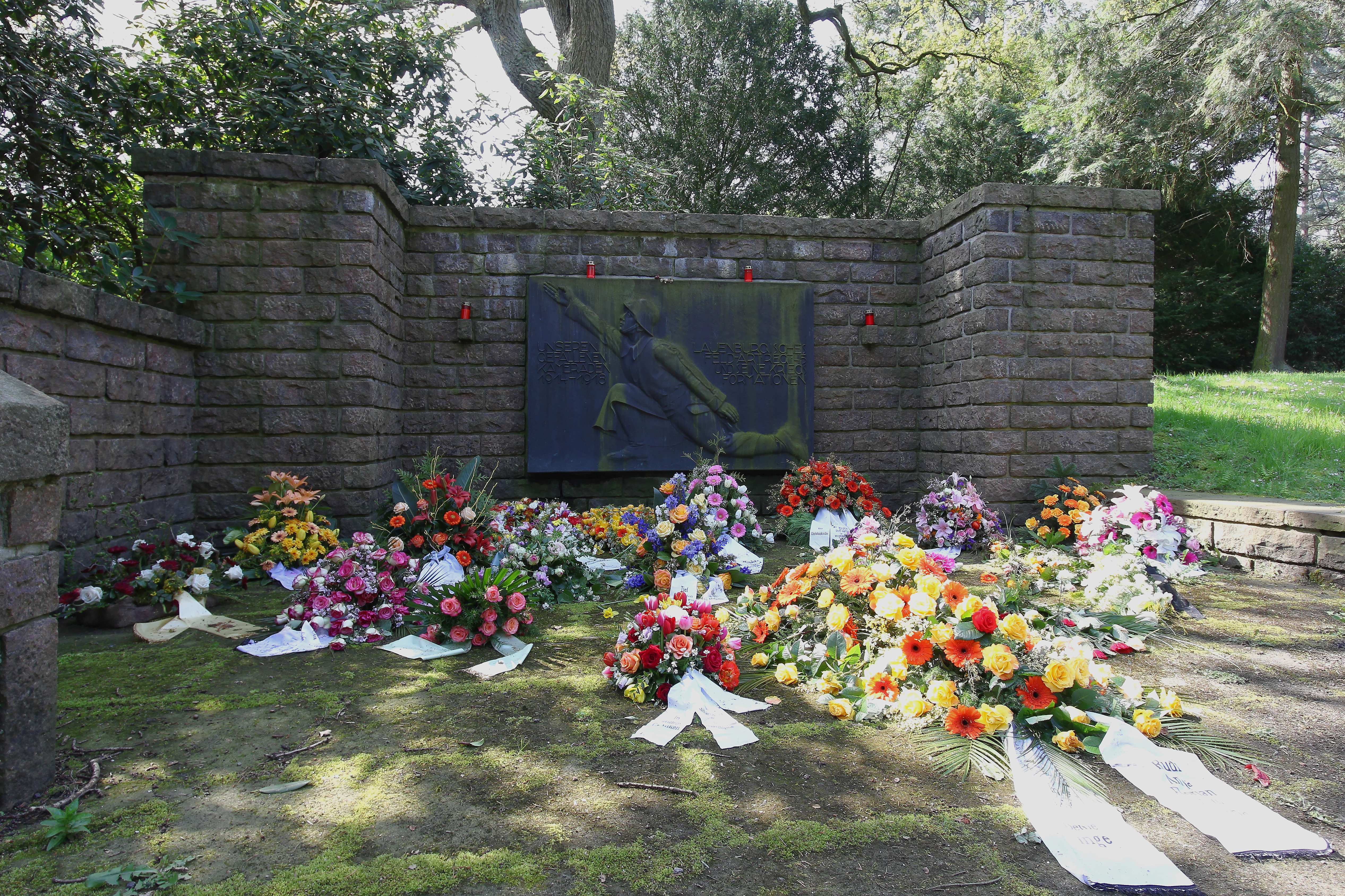
Denkmal für die im Weltkrieg gefallenen Angehörigen des Feld-Artillerie Regiments 45 in Altona

Auf dem Hauptfriedhof Altona ließ die Kameradschaft des FAR 45 eine Denkmalsanlage errichten, die am 2. September 1928 eingeweiht wurde. Die Anlage liegt in der Stadionstraße zwischen Kapelle und Kriegsgräberanlage, links des Hauptweges. Das Bronzerelief an einer Steinmauer zeigt einen Soldaten im Ausfallschritt mit hochgestrecktem rechten Arm, dessen Profil so einer Kanone ähnelt. Die Inschrift lautet: „Unseren gefallenen Kameraden 1914-1918 – Lauenburgisches Feld-Art. Regt. 45 und seine Kriegsformationen“.

## Unterstellung, Gliederung und Personal

### Verbandszugehörigkeit
Bei Kriegsausbruch 1914 wurde es der 18. Division unterstellt, dem es auch in der Friedensgliederung angehörte. Damit gehörte das Regiment zur 18. Feldartillerie-Brigade im IX. Armee-Korps.

### Gliederung und Ausrüstung
Bei seiner Aufstellung 1899 bestand das Regiment aus zwei Abteilungen mit jeweils drei Batterien. Dies ergab folgende Friedensgliederung (1914):
- Regimentsstab mit Nachrichtenzug, Bagage, Regimentsarzt und Veterinär
- I. Abteilung mit Stab, 1., 2., 3. Batterie und leichte Munitionskolonne I
- II. Abteilung mit Stab, 4., 5., 6. Batterie und leichte Munitionskolonne II

Mit der Mobilmachung wurde eine dritte Abteilung gebildet, die Kriegsgliederung (1918) war:
- Regimentsstab mit Nachrichtenzug, Bagage, Regimentsarzt und Veterinär
- I. Abteilung mit Stab, 1., 2., 3. Batterie und leichte Munitionskolonne 753
- II. Abteilung mit Stab, 4., 5., 9. Batterie und leichte Munitionskolonne 1362
- III. Abteilung mit Stab, 6., 7., 8. Batterie und leichte Munitionskolonne 749

### Kommandeure
- Georg Bernhard (1851–1919), vom 1. Oktober 1899 bis 10. März 1904[12]
- August Pflieger (1851–1931), vom 10. März 1904 bis 3. Mai 1909[12]
- Wilhelm Maria Franoux (1856–1922), vom 3. Mai 1909[12], später Generalleutnant
- Louis Karl Detmering (1860–1932), vom 18. April 1913 bis 15. August 1915[12], später Generalmajor
- Wilhelm Kraut (1867–1929), vom 15. August 1915 bis 27. November 1916[12]
- Freiherr Friedrich von Türckheim zu Altdorf (1873–1934), vom  27. November 1916 bis zur Auflösung am 10. Januar 1919[12]

### Bekannte Angehörige
- Otto Bene (1884–1973), von Ende Oktober 1914 als Freiwilliger bis Januar 1919 als Leutnant im Regimentsstab, später NSDAP-Diplomat
- Karl Eckert (1895–1935), Soldat im 1. Weltkrieg, später Theologe und NSDAP-Politiker
- Karl Oetker (1896–1957), trat bei Kriegsausbruch als Freiwilliger ins Regiment, wurde nach Verwundung entlassen. Nach Kriegsende Angehöriger des Freikorps Bahrenfeld, später Geschäftsführer.[13]
- Wolfgang Vorwald (1898–1977), Fahnenjunker, dann Leutnant im 1. Weltkrieg, später Generalleutnant der Luftwaffe
- Carl Wintzer (1860–1943), Oberstleutnant vor Kriegsausbruch, später Generalmajor